# フリーアカデミー
フリーアカデミー (The Free Academy of the City of New York) は、アメリカ合衆国ニューヨーク州ニューヨーク市に1847年に設立された教育機関である。現在のニューヨーク市立大学シティカレッジの前身にあたる。

## 概要
創設者はニューヨーク市教育局長であったタウンゼント・ハリス（後年に初代駐日公使として日米修好通商条約を締結。）。
1840年代、ニューヨーク市はその膨れ上がる人口に対し、高等教育機関が私立学校の二校だけであり経済的に困難な移民や労働者階級の子弟にはほとんど教育の場は与えられていなかった。
その環境と将来を危惧したハリスは、ニューヨークの発展に当たる人材の育成を目指し「社会に開かれた高等教育の場」を理念に、1847年についに無償学校であるニューヨーク市「フリーアカデミー」を創設した。
彼のこの挑戦に対して、貧困層への無料の教育が役立つものなのかと周囲の風当たりは相当に強いものであったが、その学校は後にニューヨーク市立大学へと発展し社会に多大な貢献をする事になる。
卒業生の中から多数のノーベル賞受賞者を輩出する現在、ハリスの残した功績は計り知れない。